# Embedded Journalism

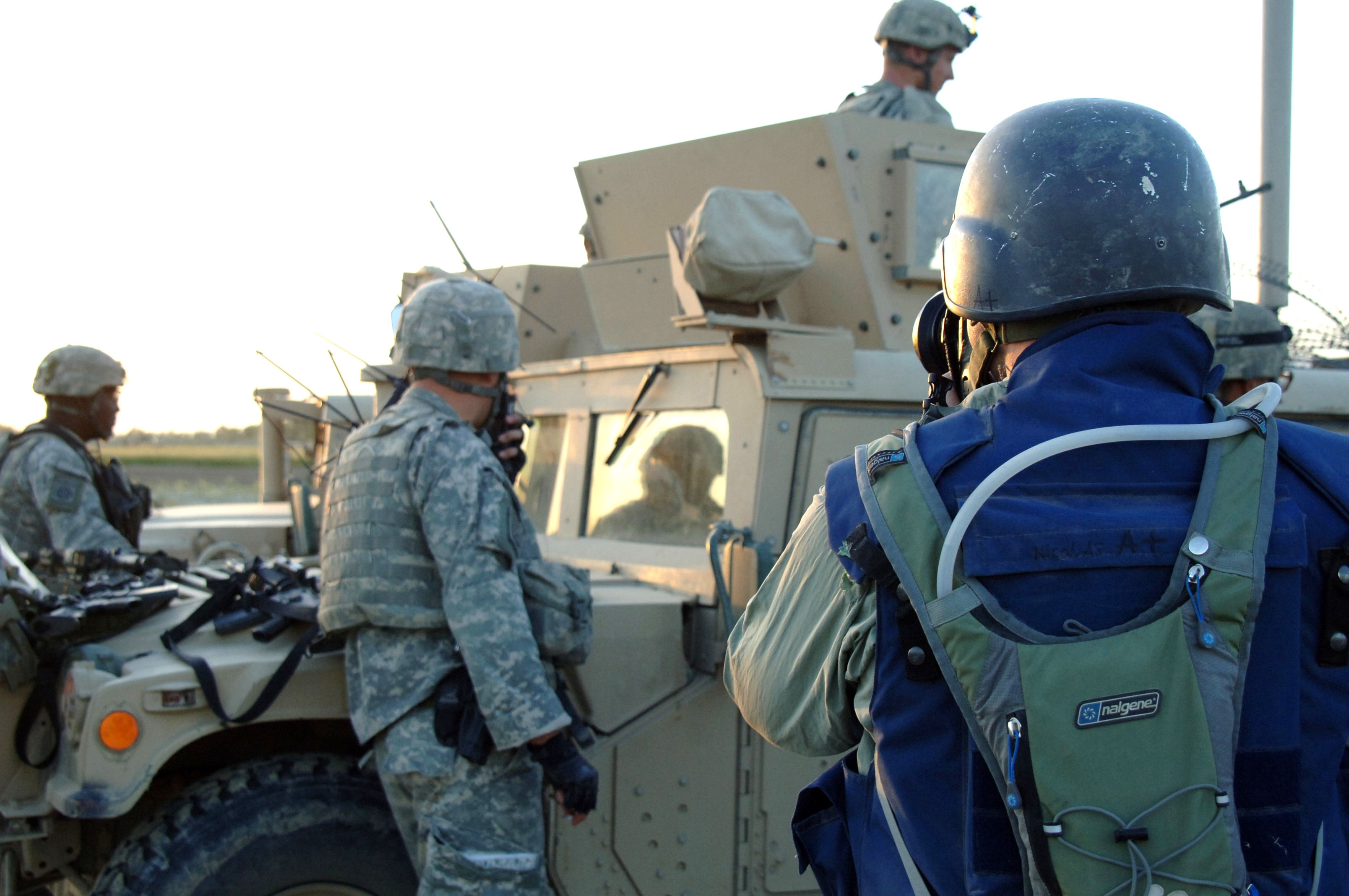
Ein dem US-Militär zugewiesener Journalist schießt Fotos von US-Soldaten in Pana, Afghanistan

Embedded Journalism (engl. embed „einbetten“, „integrieren“) bezeichnet kontrollierte, zivile Kriegsberichterstattung, bei der Kriegsberichterstatter im Krieg einer kämpfenden Militäreinheit zugewiesen werden. Geprägt wurde der Begriff zu Beginn des Irakkrieges im Jahre 2003 von den Streitkräften der Vereinigten Staaten.
Die United States Army begegnete mit der Praxis des „eingebetteten Journalismus“ dem Druck amerikanischer Massenmedien, denen der Zugang zum Kriegsgeschehen während des Zweiten Golfkrieges 1991 und des Krieges in Afghanistan 2001 nicht ausgereicht hatte. Dabei entstand ein „grundlegendes Regelwerk für Kooperation zwischen Militär und Journalisten“. Wie die Kommunikationswissenschaftler Katharina Veit und Christian Schäfer-Hock aufzeigen, gab es allerdings bereits zu Zeiten von Alexander dem Großen militärgestützten Journalismus.
Der Begriff wird zunehmend auch außerhalb militärischer Zusammenhänge benutzt, um Journalismus zu charakterisieren, der sich den vorgegebenen politischen Strukturen und Erwartungen anpasst, also zum Sprachrohr der Regierung machen lässt. Die Struktur und Funktionsweise von politisch-medialen Netzwerken, in die der Journalist „eingebettet“ ist, wurde unter anderem von Uwe Krüger näher erforscht und bildet einen Teil der modernen Form der Medienmanipulation.

## Auflagen und Risiken
Das US-Militär verlangte von den embedded journalists, kurz auch als embeds bezeichnet, dass sie vorher eine Zeitlang ein Spezialtraining absolvierten, das dem Boot Camp (kurzes, aber intensives militärisches Training in den USA) ähnelt, bevor sie in die Kampfzonen durften. Außerdem mussten sich die Reporter und deren Arbeitgeber verpflichten einem speziellen Regelkatalog, den sogenannten Ground Rules, die genaue Auflagen enthielten, zuzustimmen.
Während der Kampfhandlungen des Irakkrieges im Jahr 2003 sind 16 der 600 embedded journalists ums Leben gekommen, darunter auch der deutsche Focus-Korrespondent Christian Liebig. Die Zahl ist erstaunlich hoch, denn von den rund 300.000 eingesetzten alliierten Soldaten verloren während der Kampfhandlungen lediglich 178 ihr Leben; die Todeswahrscheinlichkeit der embeds war also rund 45-mal größer.

## Qualität und Zensur
Befürworter des eingebetteten Journalismus betonen die unmittelbaren Eindrücke, die diese Form des Journalismus ermöglicht: „Potenziale des Embedded Journalism liegen [also] vorrangig in der menschlich-direkten Berichterstattung über die Truppen selbst.“ Dies könne das Interesse von eher politikfernen Zielgruppen an der Kriegsberichterstattung erhöhen.
Bildrauschende Videos und Übertragungen mittels Satellitentechnik waren dauerhafte Begleiter des Kriegseinsatzes. Andererseits haben manche eingebetteten Journalisten den Krieg ehrlich und realitätsnah dokumentiert, wie beispielsweise die Fotojournalistin Lynsey Addario oder der Journalist Sebastian Junger in dem preisgekrönten Dokumentarfilm Restrepo.
Als ein Problem des eingebetteten Journalismus gilt die große Nähe zwischen Journalisten und den handelnden Personen, über die sie berichten. So berichtet der Journalist Markus Deggerich (Spiegel Online) in einem Interview darüber, dass er beim Irakkrieg den Eindruck hatte, „dass es nicht mehr allen [Journalisten] gelingt, noch zu unterscheiden zwischen ihrer Rolle als Journalisten und als Kumpel“. Eine unabhängige und neutrale Berichterstattung scheint also durch die Nähe zu den Protagonisten zumindest gefährdet zu sein. Eingebetteter Journalismus wird daher von manchen Beobachtern als „PR fürs Militär“ bezeichnet. Zudem wird auf die Zensurproblematik verwiesen.
Wenn auch die Konzeption eine gewisse Ähnlichkeit zu jener der deutschen Propagandakompanien (kurz PK) im Zweiten Weltkrieg aufweist, so gibt es doch einen Unterschied: Der PK-Reporter war befehlsgebundener Soldat, der embedded journalist dagegen ist Zivilist und zumindest formal unabhängig. Aus Sicht der Medienunternehmen stellt das Embedding einen – wirtschaftlichen – Fortschritt gegenüber dem extrem ungeliebten Pool-Prinzip dar. Ein Vorteil des Einbettens für Journalisten: Es löst sie von der Verpflichtung, ihr Material mit Kollegen teilen zu müssen, wie es unter Einsatz des Pool-Prinzips nötig gewesen ist.
Der Begriff „Eingebettete Journalisten“ wurde bei der Wahl für das Wort des Jahres 2003 auf den 5. Platz gewählt.

## Kritik
Laut einem Artikel im Magazin Cicero (2014) gilt „Embedded Journalism, also Journalismus durch Berichterstatter, die einer kämpfenden Militäreinheit zugewiesen sind [...] als ethisch heikel.“ Vom ehemaligen Intendant des Westdeutschen Rundfunks Friedrich Nowottny stammt in diesen Kontext das Zitat: „Der Blick des Journalisten fällt durch den Sehschlitz des Panzers. Und der ist nicht sehr groß“ (2003). Auch kollidiert die Aufgabe des Presseoffiziers, darüber zu wachen, dass nichts passiert, was für das Image der Bundeswehr abträglich sein könnte, dass sich kein Soldat verplappert mit den Aufgaben eines Journalisten, der hingegen auf gute Zitate und Bilder lauert. Die RTL-Kriegsreporterin Antonia Rados während des Irakkriegs zeigte sich „erstaunt, dass die Zensur nicht strenger ist, aber es ist tagtäglich ein Katz-und-Maus-Spiel“ (2003).
Bernd Ulrich bestätigte in seiner Streitschrift Sagt uns die Wahrheit! Was die Politiker verschweigen und warum (2015), das „journalistische Eingebettetsein“ von Journalisten in „amerikanische Denkart der Außenpolitik“ durch die Mitwirkung in amerikanischen Thinktanks sei der Grund für die Einseitigkeit und Gleichförmigkeit der Leitmedien. „Durch dieses journalistische Eingebettetsein hat die außenpolitische Debatte hierzulande zuweilen einen merkwürdigen amerikanischen Akzent, oft gewinnt man beim Lesen den Eindruck, als würde einem in Leitartikeln etwas beigebogen, als gäbe es Argumente hinter den Argumenten, fast glaubt man, eine Souffleur-Stimme zu hören. Das spüren auch jene, die von der Atlantik-Brücke gar nichts wissen, und das macht sie misstrauisch. Insofern sind auch die Journalisten in der Bringschuld, wenn es um einen neuen realistischen und ehrlichen Diskurs in der Außenpolitik geht und darum, Leservertrauen zurückzugewinnen: Sie müssen sich aus diesen Institutionen verabschieden.“